# Castellers d'Andorra
Els Castellers d'Andorra són una colla castellera fundada l'any 2014 a Andorra i batejada el 25 d'abril de 2015. La van fundar el muixeranguer valencià Jordi Manyes, el català i antic membre dels Marrecs Juli Peña i l'andorrana i antiga membre dels Xoriguers, Anna Font tres anys després que Andorra realitzes la primera diada convencional amb tres colles amb una actuació de Minyons de Terrassa, Colla Vella dels Xiquets de Valls i Castellers de Lleida a Escaldes-Engordany (Andorra). Hi ha hagut diades anteriors, que es remunten fins al 1953, però sempre actuacions en solitari o d'un màxim de dues colles.
Pel Concurs de Tarragona del 2014, una seixantena dels seus components van col·laborar amb les colles dels Xiquets del Serrallo, els Marrecs de Salt i els Xiquets de Tarragona fent pinya en les seves construccions.

## Història
La idea de la creació de la colla sorgí del valencià i muixeranguer Jordi Manyes el qual havia creat una pàgina al Facebook fent la crida. Degut a aquesta, els altres impulsors de la colla (Juli Peña i Anna Font) juntament amb Jordi Manyes, van decidir tirar el projecte endavant. La primera reunió informativa fou el dimarts 17 de juny de 2014, i ja es van apuntar a la colla unes 25 persones. La colla va néixer oficialment el 16 de setembre de 2014 quan es va escollir el nom de la colla, el color de la camisa (bordeus) i el president, Juli Peña. El nom que va guanyar va ser l'actual «Castellers d'Andorra», per davant de Menairons, Cabirols, Tamarros o Esmolets.
Formen part de la Coordinadora de Colles Castelleres de Catalunya (CCCC) com a «colla en formació» des del 13 d'octubre de 2014 i com a membres de ple dret des del 19 d'octubre de 2015.

### Primeres passes i el local d'assaig
Animats per l'èxit de la primera reunió, es van posar tots d'acord per fer un primer assaig ben aviat. Així, un dijous, 26 de juny de 2014, al Parc Central d'Andorra la Vella, van fer la primera trobada ja per començar a explicar a tothom què i com són els castells, i a posar-los en pràctica.
Al Parc Central, van fer varis assajos, fins que el fred i la foscor van fer començar a buscar un lloc millor per assajar. Trobar un local amb prou alçada i cèntric al país, perquè sigui més fàcil arribar a tothom, no és fàcil. Finalment van aconseguir que el Govern cedís el gimnàs de l'Escola Andorrana de Santa Coloma per poder assajar dos cops a la setmana. Així, el 23 de setembre de 2014 es va poder fer el primer assaig sota cobert, just abans del cap de setmana on els Castellers d'Andorra fessin la primera aparició pública. El fet de poder assajar sota cobert suposà un gran avanç per l'evolució de la colla.

### Primera actuació i primers castells
Amb camisa blanca, per no tenir encara les camises bordeus definitives, es va fer la primera aparició pública a la plaça de les Fontetes de La Massana en el marc de la Setmana Europea de la Mobilitat. Això va ser un 27 de setembre 2014 i es van descarregar dos pilars de 4 simultanis.
No va ser fins al 15 de novembre del 2014, en un taller de castells per a la gent gran a les noves dependències comunals d'Andorra la Vella, en què els Castellers d'Andorra portaven un castell de 6 a plaça. Aquest era un 4 de 6. En aquest taller també es va fer un intent despuntat de 3 de 6, castells que no es va poder acabar per una indisposició de la canalla.

### Padrins i bateig
Degut a la relació d'alguns membres de l'equip tècnic amb les colles castelleres de Marrecs de Salt (en Juli Peña, cap de colla, i havia estat casteller) i Xiquets del Serrallo (en Xavier Martínez, segon cap de colla, també hi havia format part), la colla va demanar a aquestes dues formacions de ser els padrins. El bateig es va celebrar el 25 d'abril de 2015 a la plaça de la Rotonda d'Andorra la Vella. En aquesta diada es van descarregar el 3 de 6, 4 de 6 amb agulla i 3 de 6 amb agulla. També es va fer un pilar de 4 caminant d'entrada a plaça i 5 pilars de 4 de sortida simultanis.

### Millor actuació
La millor actuació de la colla s'ha firmat la temporada 2017 i en dos ocasions. La primera ha estat en la diada del II Aniversari del Bateig de la colla, on la colla va realitzar la següent diada: p de 4 c, 2 de 6, 5 de 6 (id), 5 de 6, 4 de 6 a, p de 5, 2xp de 4.
L'altra diada va ser pel III Diada de la colla, i en aquesta ocasió descarregaven els següents castells: 3xp de 4, 5 de 6, 2 de 6, 4 de 6 a, p de 5, 3xp de 4. Si ve els castells descarregats són els mateixos, donat que no hi ha cap intent desmuntat, es podria dir que és la millor diada.

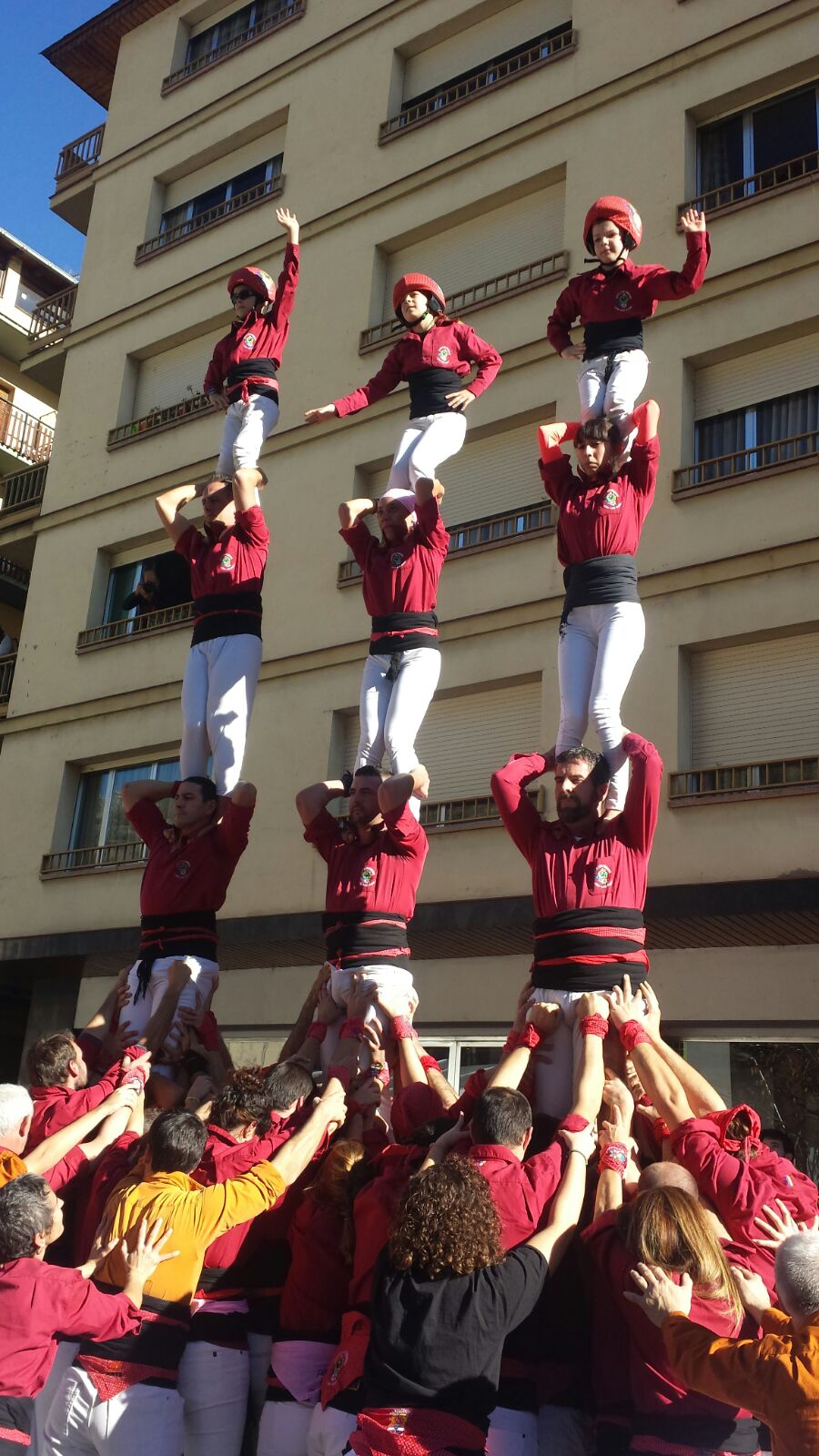
3xp de 4
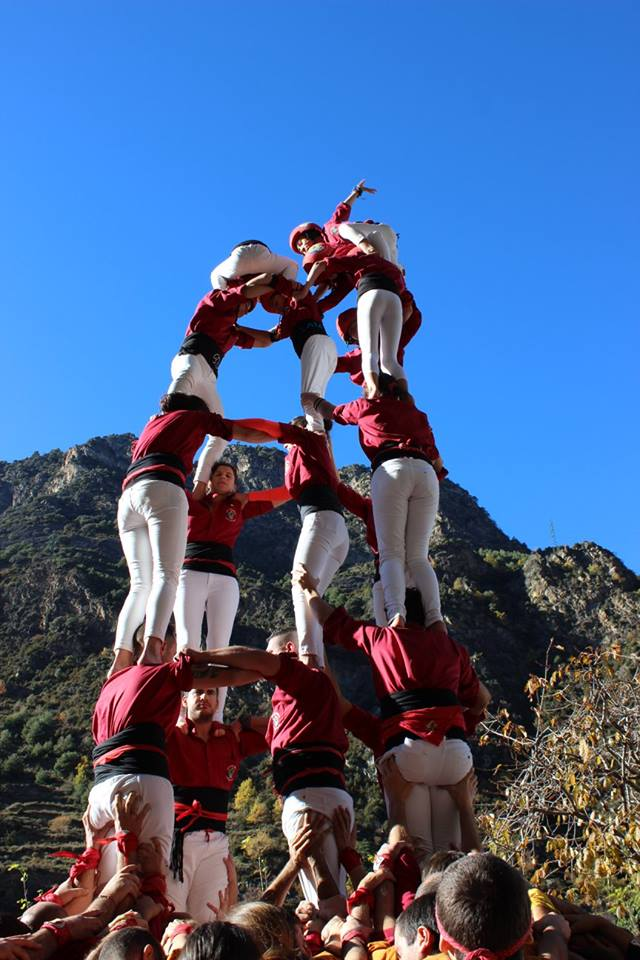
5 de 6
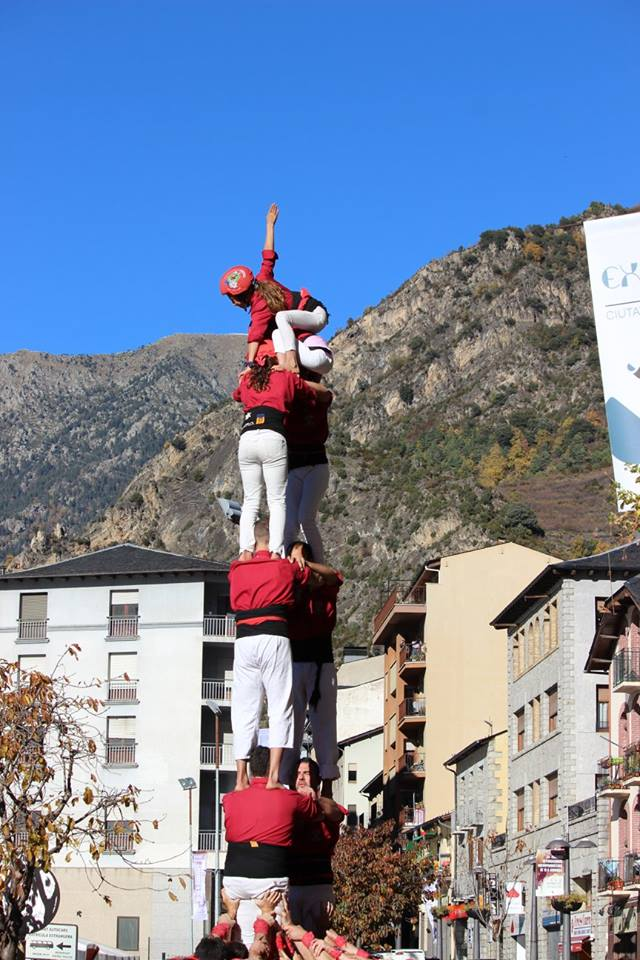
2 de 6
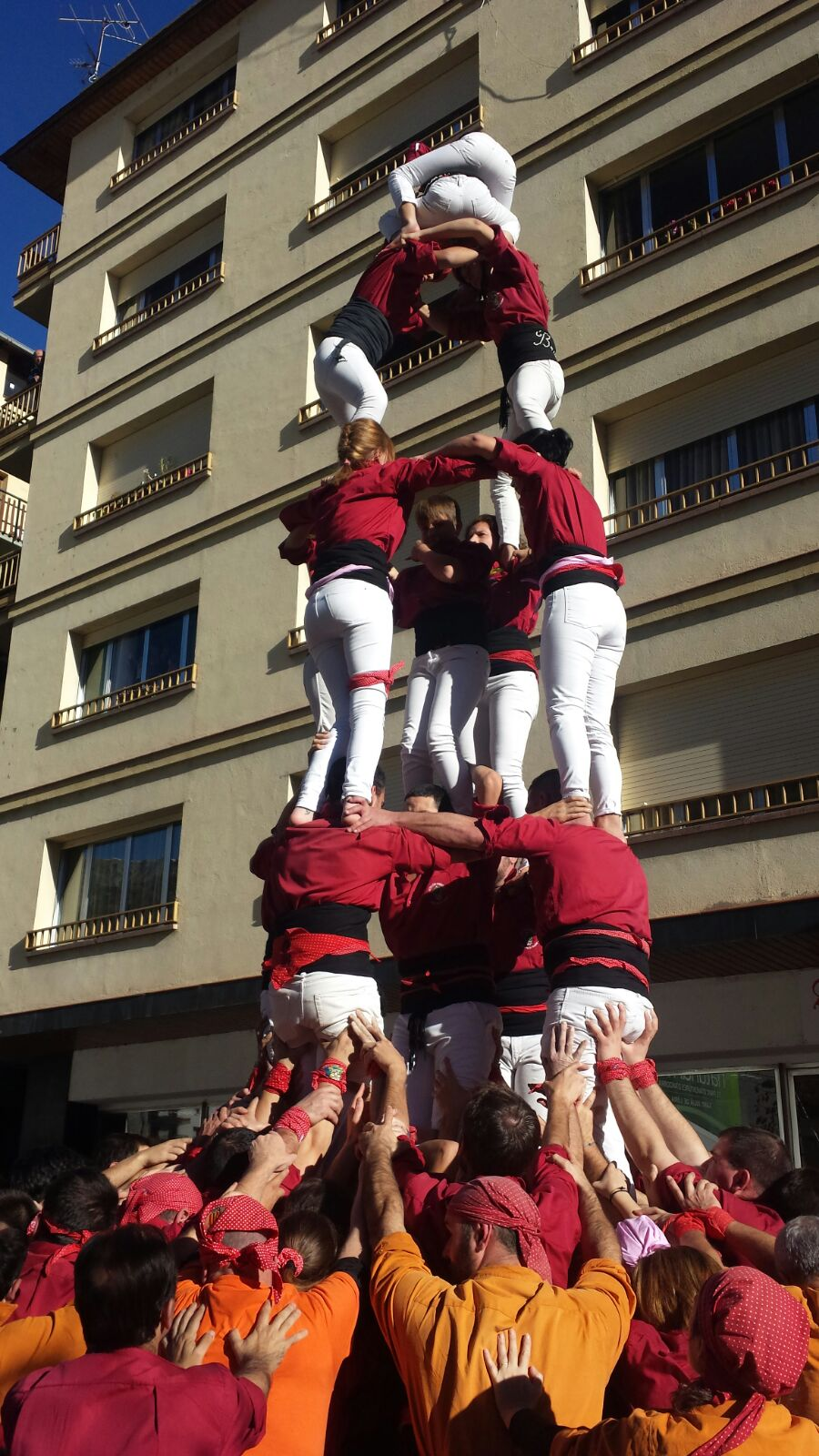
4 de 6 a
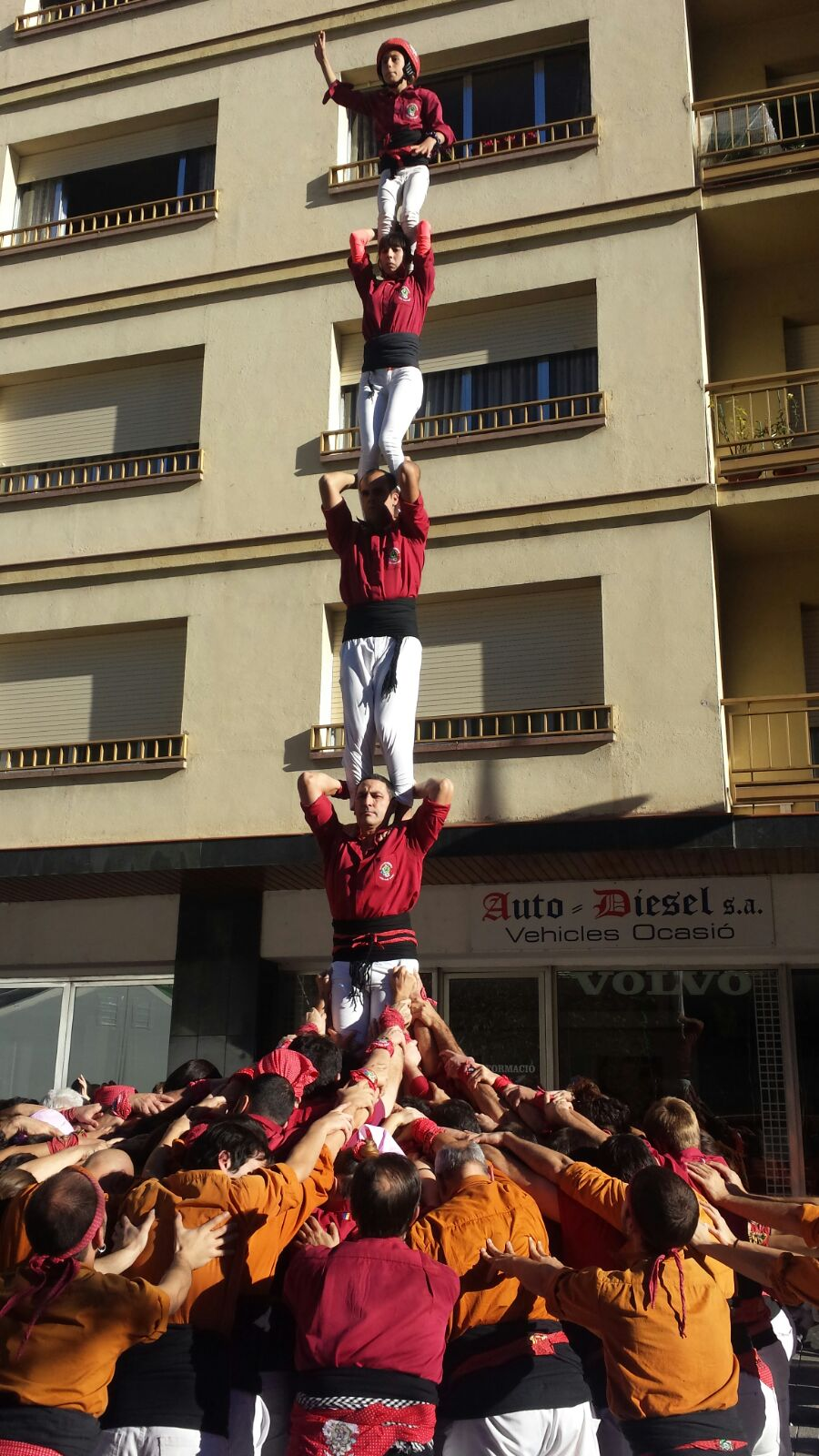
p de 5
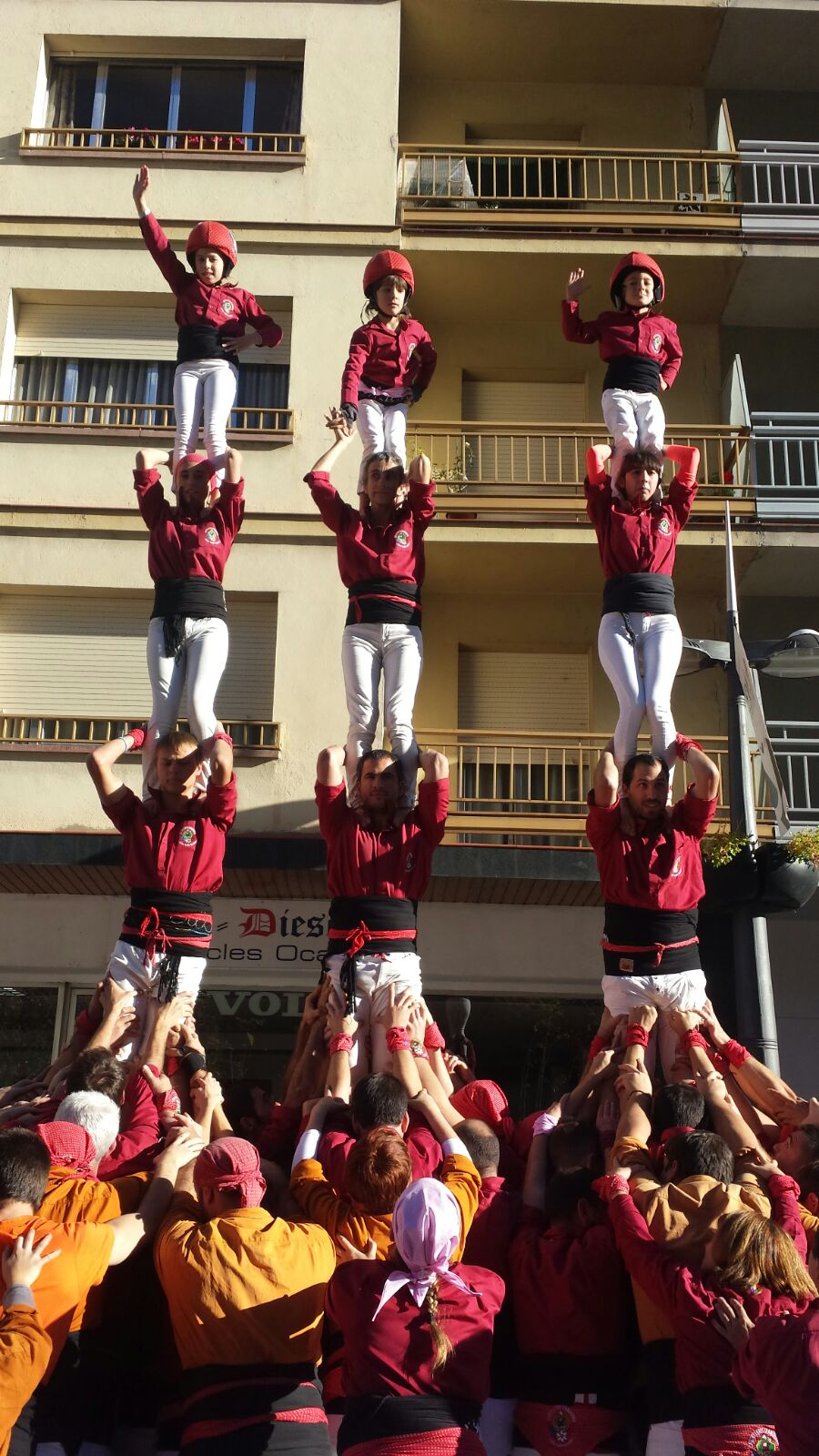
3xp de 4

## Castells

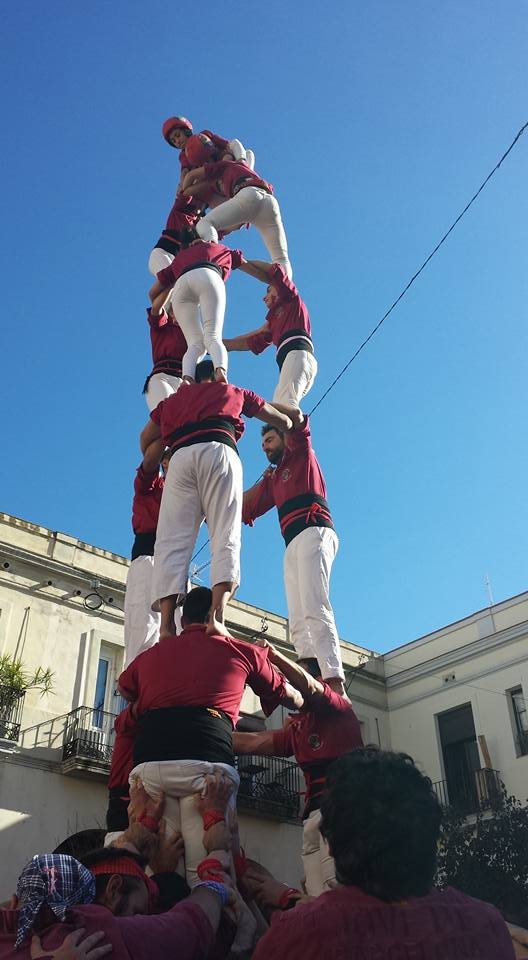
Primer 3d7(c) a Barcelona

La millor construcció assolida per la colla és el pilar de 5, descarregat per primer cop l'11 de juliol de 2015 per la diada de la Festa Major de Súria. No obstant, per la Diada de Tardor de la Jove de Barcelona, el 12 de novembre de 2017 es carregava el 3 de 7. Com a segon millor castell descarregat consta la torre de 6, que van descarregar el 7 de novembre del 2015 a Granollers.
La taula a continuació mostra la data, la diada i la població en què s'han descarregat, i en què s'han carregat en cas d'haver succeït amb anterioritat, per primera vegada cadascuna de les construccions que la colla ha assolit a plaça.
| Castell             | Data                    | Diada                                   | Població           |
| ------------------- | ----------------------- | --------------------------------------- | ------------------ |
| Pilar de 4          | 27 de setembre 2014     | Setmana Europea de la Mobilitat         | La Massana         |
| Pilar de 4 per sota | 26 de setembre de 2015  | Diada dels Picapolls                    | Calders            |
| 4 de 6              | 15 de novembre del 2014 | Taller de Castells per a la gent gran   | Andorra la Vella   |
| 3 de 6              | 07 de desembre de 2014  | Téléthon                                | Escaldes-Engordany |
| 4 de 6 amb agulla   | 24 de gener de 2015     | Partit de Basquet MORABANC-UNICAJA      | Andorra la Vella   |
| 3 de 6 amb agulla   | 25 d'abril de 2015      | Diada del Bateig                        | Andorra la Vella   |
| 7 de 6              | 23 d'abril de 2016      | I Diada de l'Aniversari del Bateig      | Andorra la Vella   |
| 5 de 6              | 19 de juliol de 2015    | Trobada dels Països Catalans            | Prada de Conflent  |
| 3 de 6 per sota     | 24 de d'octubre de 2015 | Fira d'Andorra la Vella                 | Andorra la Vella   |
| 2 de 6              | 07 de novembre de 2015  | Vigília de diada                        | Granollers         |
| Pilar de 5          | 11 de juliol de 2015    | Festa Major de Súria                    | Súria              |
| 3 de 7(c)           | 12 de novembre de 2017  | Diada de Tardor de la Jove de Barcelona | Barcelona          |

### Gama de 6
Els Castellers d'Andorra han assolit pràcticament tota la gamma de castells de 6. De fet, només els falten dos construccions, el 9 de 6 i el 5 de 6 amb agulla.
En la següent taula es fa un resum dels castells de la gamma de 6 assolits per temporada.
| Castells descarregats, carregats, intents i intents desmuntats amb el format següent: d(c) iid |        |                           |           |        |         |          |          |                           |        |                           |        |
| Any                                                                                            | p de 4 | p de 4 c                  | p de 4 ps | 4 de 6 | 3 de 6  | 4 de 6 a | 3 de 6 a | 7 de 6                    | 5 de 6 | 3 de 6 ps                 | 2 de 6 |
| ---------------------------------------------------------------------------------------------- | ------ | ------------------------- | --------- | ------ | ------- | -------- | -------- | ------------------------- | ------ | ------------------------- | ------ |
| 2014                                                                                           | 14 12  |                           |           | 2      | 1 1     |          |          |                           |        |                           |        |
| 2015                                                                                           | 70     | 2                         | 3         | 12     | 17      | 9        | 11       |                           | 3      | 1                         | 2      |
| 2016                                                                                           | 57     | 2                         | 7         | 9 1    | 11(1) 2 | 4        | 15 1     | 1 1                       | 5      | 1 1                       | 12     |
| 2017                                                                                           | 66     | 2                         | 4         | 5      | 14 3    | 3        | 15 2     | 0,000_0,000_0,000_0,000 ! | 2 2    | 0,000_0,000_0,000_0,000 ! | 14     |
| 2018                                                                                           | 46     | 0,000_0,000_0,000_0,000 ! | 3         | 11 2   | 12(1) 9 | 4        | 12 23    | 0,000_0,000_0,000_0,000 ! | 3 2    | 0,000_0,000_0,000_0,000 ! | 1      |

### Gama de 7
De la gamma de 7, els Castellers d'Andorra han aconseguit descarregar només el pilar de 5. No obstant, han aconseguit carregar el 3 de 7 al 2017 i estan treballant amb el 4 de 7 des de mitjans de la temporada 2016.
En la següent taula es fa un resum dels castells de la gamma de 7 assolits per temporada.
| Castells descarregats, carregats, intents i intents desmuntats amb el format següent: d(c) iid |        |                           |
| Any                                                                                            | p de 5 | 3 de 7                    |
| ---------------------------------------------------------------------------------------------- | ------ | ------------------------- |
| 2015                                                                                           | 2(1) 1 | 0,000_0,000_0,000_0,000 ! |
| 2017                                                                                           | 2      | (1) 1                     |

### Resultats per temporades
En la següent taula es pot veure un resum dels castells realitzats per temporada segons la base de dades de la Coordinadora de Colles Castelleres de Catalunya
| Taula estadística de resultats per temporades                                                  |        |        |                           |           |        |           |          |          |                           |        |                           |        |                           |                           |            |
| Castells descarregats, carregats, intents i intents desmuntats amb el format següent: d(c) iid |        |        |                           |           |        |           |          |          |                           |        |                           |        |                           |                           |            |
| Any                                                                                            | Diades | p de 4 | p de 4 c                  | p de 4 ps | 4 de 6 | 3 de 6    | 4 de 6 a | 3 de 6 a | 7 de 6                    | 5 de 6 | 3 de 6 ps                 | 2 de 6 | p de 5                    | 3 de 7                    | Total      |
| ---------------------------------------------------------------------------------------------- | ------ | ------ | ------------------------- | --------- | ------ | --------- | -------- | -------- | ------------------------- | ------ | ------------------------- | ------ | ------------------------- | ------------------------- | ---------- |
| 2014                                                                                           | 7      | 14 12  |                           |           | 2      | 1 1       |          |          |                           |        |                           |        |                           |                           | 17 13      |
| 2015                                                                                           | 27     | 70     | 2                         | 3         | 12     | 17        | 9        | 11       |                           | 3      | 1                         | 2      | 2(1) 1                    |                           | 138(1) 1   |
| 2016                                                                                           | 26     | 57     | 2                         | 7         | 9 1    | 11(1) 2   | 4        | 15 1     | 1 1                       | 5      | 1 1                       | 12     |                           |                           | 124(1) 15  |
| 2017                                                                                           | 24     | 66     | 2                         | 4         | 5      | 14 3      | 3        | 15 2     | 0,000_0,000_0,000_0,000 ! | 2 2    | 0,000_0,000_0,000_0,000 ! | 14     | 2                         | (1) 1                     | 127(1) 17  |
| 2018                                                                                           | 24     | 46     | 0,000_0,000_0,000_0,000 ! | 3         | 11 2   | 12(1) 9   | 4        | 12 23    | 0,000_0,000_0,000_0,000 ! | 3 2    | 0,000_0,000_0,000_0,000 ! | 1      | 0,000_0,000_0,000_0,000 ! | 0,000_0,000_0,000_0,000 ! | 91(1) 317  |
| Totals                                                                                         | 84     | 253 12 | 6                         | 17        | 39 12  | 55(2) 114 | 20       | 53 26    | 1 1                       | 11 4   | 1 1                       | 28 1   | 4(1) 1                    | (1) 1                     | 497(4) 734 |

## Organització
La colla consta d'una junta directiva i un equip tècnic. La junta directiva té com a president a en Juli Peña i l'equip tècnic actual té com a co-caps de colla a Alex Munyós i Pere Baró
Presidents:
- Juli Peña (des del 2014)[11][29]

Caps de colla:
- Alex Munyós i Pere Baró (2025 en endavant )
- Alex Munyós (2024)
- Andreu Ferrer (2019-2023)[3]
- Xavier Martínez (2017 a 2018)[30]
- Juli Peña (2014 a 2016)[11]

## Reconeixements i premis
Malgrat la curta història de la colla, els Castellers d'Andorra ja han sigut guardonats amb algun premi.
Al 2015, dins dels premis castellers del diari ARA, se'ls atorga el premi a la colla més popular de la temporada 2015, premi concedit per votació popular.
Al 2016, el diari El Periòdic d'Andorra els atorgava el premi a l'Andorrà de l'any 2015 gràcies a la tasca social i cultural feta al país, premi concedit per votació popular.

## Diades especials
Els Castellers d'Andorra han estat la primera colla en celebrar, juntament amb la colla castellera de Lo Prado de Santiago de Xile, una diada via streaming. Aquesta diada se celebrar el 23 d'abril de 2016 en el marc de la Diada de la capital Iberoamericana, que aquell any era Andorra la Vella. En aquesta diada també van participar els Castellers de Caldes els quals estaven al Principat d'Andorra juntament amb els andorrans. A més, aquesta diada va poder ser seguida en directe pel canal de Youtube de la colla.